# چلنج کاپ لیپتون

جام

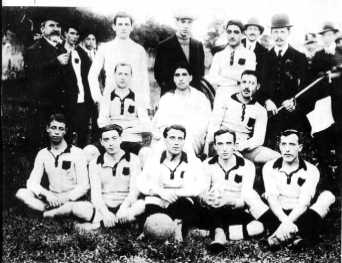
پالرمو، تیم قهرمان چلنج کاپ لیپتون در سال ۱۹۱۰

چلنج کاپ لیپتون یک رقابت فوتبالی بود که بین باشگاه‌هایی از جنوب ایتالیا و سیسیل برگزار می‌شد. این بازی در دوره منتهی به جنگ جهانی اول انجام شد، زمانی که فوتبال در کشور هنوز در مراحل اولیه بود.

## تاریخچه
این مسابقه توسط توماس لیپتون از برند معروف چای لیپتون برگزار شد. در فینال معمولا تیم‌های پالرمو و ناپولی بودند، با این حال، اینترناسیونال ناپولی و مسینا در نقاط مختلف نیز در این رقابت باهم رقابت کردند.

## قهرمانان
| سال  | قهرمان | نایب قهرمان          | نتیجه نهایی |
| ---- | ------ | -------------------- | ----------- |
| ۱۹۰۹ | ناپولی | پالرمو               | ۴-۲         |
| ۱۹۱۰ | پالرمو | ناپولی               | ۴-۱         |
| ۱۹۱۱ | ناپولی | پالرمو               | ۲-۱         |
| ۱۹۱۲ | پالرمو | ناپولی               | ۶-۰         |
| ۱۹۱۳ | پالرمو | اینترناسیونال ناپولی | ۵-۰         |
| ۱۹۱۴ | پالرمو | ناپولی               | ۲-۱         |
| ۱۹۱۵ | پالرمو | ناپولی               | ۲-۱         |